# Passionsfenster (La Martyre)

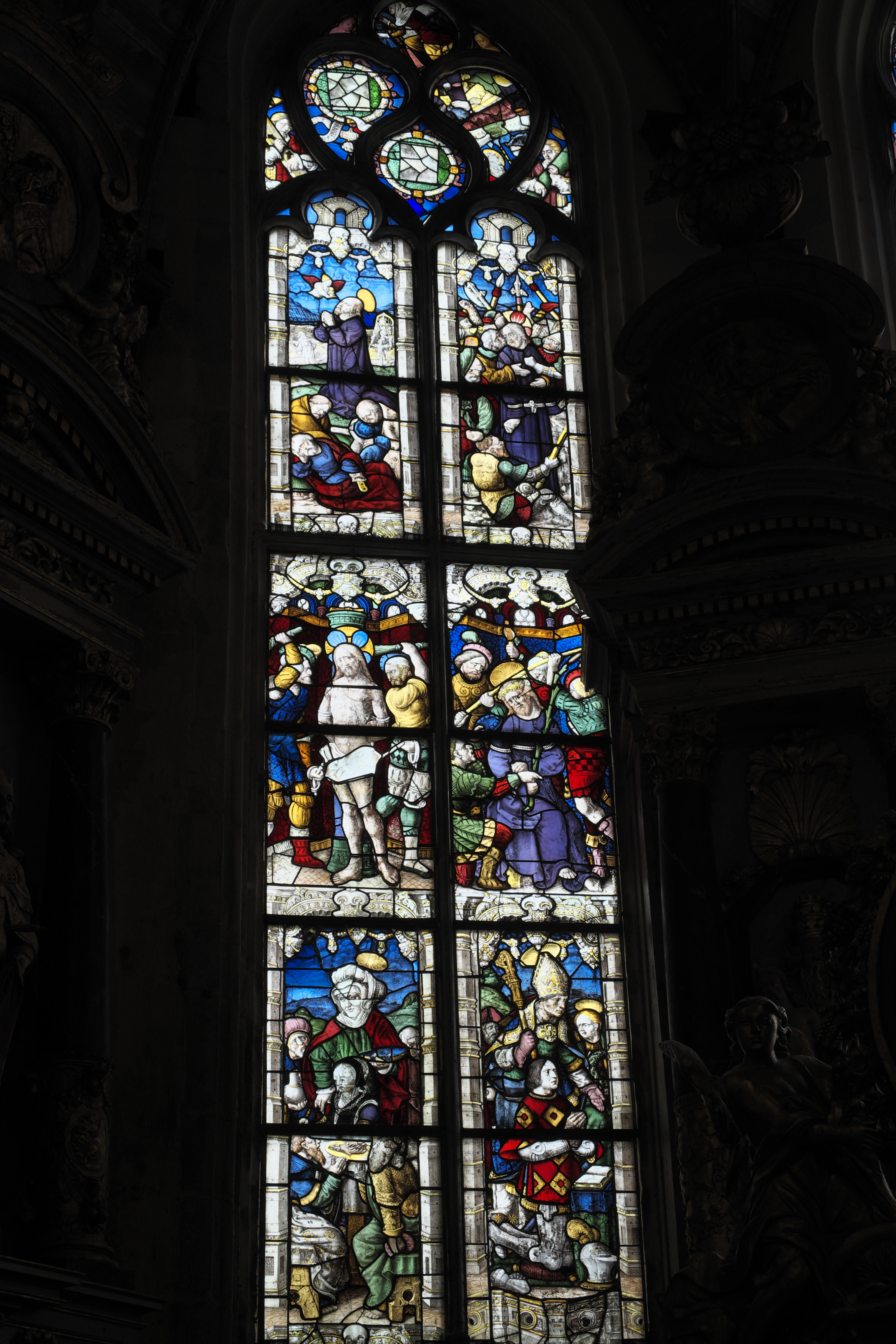
Passionsfenster in La Martyre

Das Passionsfenster in der katholischen Pfarrkirche St-Salomon in La Martyre, einer französischen Gemeinde im Département Finistère in der Region Bretagne, wurde um 1540 geschaffen.
Das zweigeteilte Fenster im Chor stammt aus einer unbekannten Werkstatt. Es zeigt vier Szenen aus dem Leidensweg Jesu: Jesus und die schlafenden Jünger am Ölberg, Judaskuss, Jesus wird gegeißelt und Jesus wird die Dornenkrone aufgesetzt.
Im Maßwerk sind zwei Engel mit den Arma Christi dargestellt. In den weißen Scheiben befanden sich ursprünglich die Wappen der Stifter.
Neben dem Passionsfenster sind noch drei weitere Fenster aus der Zeit der Renaissance in der Kirche erhalten (siehe Navigationsleiste).

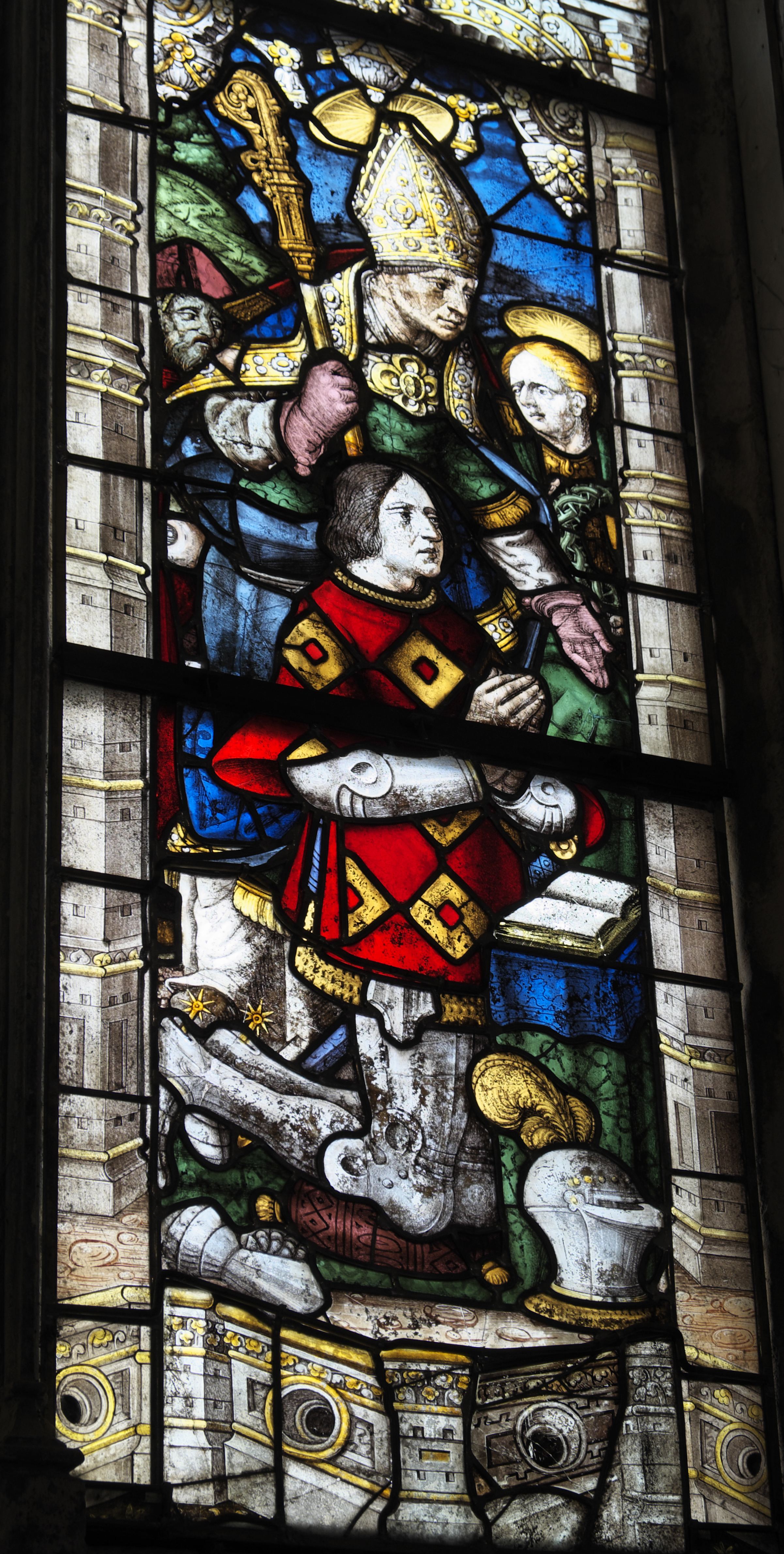
Stifter René I. de Rohan kniend in Ritterrüstung, daneben ein Bischof
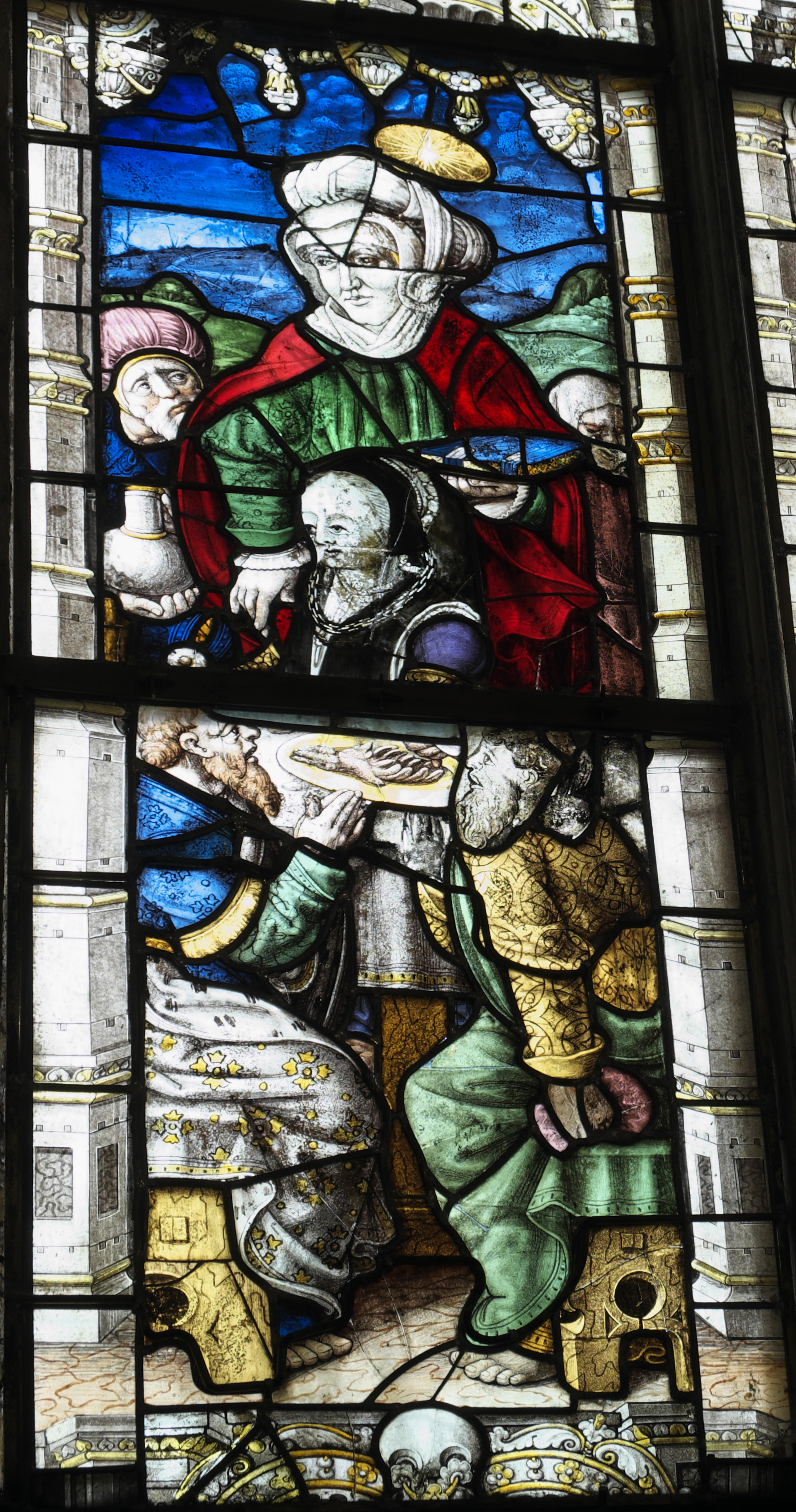
Stifterin Isabeau d’Albret mit einer Heiligen